# Референдум по Конституции Сирии (2012)
Всенародное голосование по принятию проекта Конституции Сирии было проведено 26 февраля 2012 года.

## Изменения
Новая конституция установит ограничение на два семилетних срока подряд для президентов, а также удалит статью 8 Конституции Сирии от 1973 года, в которой говорится о руководящей роли БААС.